# زومانا كامارا

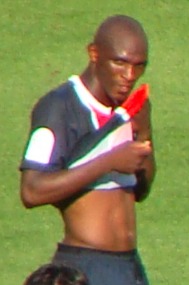

زومانا كامارا (بالفرنسية: Zoumana Camara)‏ (مواليد 3 أبريل 1979 في كولومبيس - فرنسا) لاعب كرة قدم فرنسي يلعب حاليا لصالح نادي الدرجة الأولى باريس سان جيرمان الفرنسي منذ 2007 في مركز قلب الدفاع .

## روابط خارجية
- زومانا كامارا على موقع الاتحاد الدولي (مؤرشف)  (الإنجليزية)
- زومانا كامارا على موقع الاتحاد الأوربي (الإنجليزية)
- زومانا كامارا على موقع رابطة كرة القدم الفرنسية للمحترفين (الإنجليزية)
- زومانا كامارا على موقع قاعدة بيانات كرة القدم.إي يو (الإنجليزية)
- زومانا كامارا على موقع ليكيب (الفرنسية)
- زومانا كامارا على موقع ناشيونال فوتبول تيمز (الإنجليزية)
- زومانا كامارا على موقع Soccerbase.com (لاعب) (الإنجليزية)
- زومانا كامارا على موقع Soccerway.com (الإنجليزية)
- زومانا كامارا على موقع عالم كرة القدم.نت (الإنجليزية)
- زومانا كامارا على موقع كووورة